# Ivan I. Cimisk
Ivan I. Cimisk (grško Ιωάννης Α΄ Τζιμισκής, Iōannēs I Tzimiskēs) je bil cesar Bizantinskega cesarstva - Romanije, ki je vladal od leta 969 do 976, * 925, Konstantinopel, † 10. januar, 976, Konstantinopel.
V času svoje vladavine je zavzel Mezopotamijo, Sirijo in Palestino. Leta 971  je uničil Prvo bolgarsko cesarstvo in zavzel celotno Bolgarijo. V Evropi je zavzel še Raško.

## Življenjepis

### Mladost
Rojen je bil okoli leta 925 v družini armenskega porekla iz klana Kurkuas. Znanstveniki domnevajo, da njegov vzdevek Cimisk izhaja bodisi iz armenske besede čmušik (Չմշկիկ), ki pomeni rdeč škorenj, ali iz armenskega izraza, ki pomeni človeka nizke rasti. Bolj prijazno razlago ponuja srednjeveški armenski zgodovinar Matej Edeški, ki pravi, da je bil »Cimisk iz pokrajine Hozan, ki se sedaj imenuje Čmškacag«. Hozan je bil del pokrajine Pagnatun v bizantinski provinci Četrta Armenija (Sofene).
Ime Cimiskovega očeta ni znano. Mati je bila sestra kasnejšega cesarja  Nikeforja II. Fokasa. Družini Kurkuas in Fokas sta bili vplivni kapadoški družini in med najvidnejšimi v nastajajoči vojaški aristokraciji Male Azije. Več njihovih članov je bilo slavnih generalov. Najbolj znan je bil Ivan Kurkuas, ki je osvojil Meliteno in večino Armenije.
Takratni viri ga opisujejo kot dobro grajenega moža precej nizke ostave, z rdečkastimi svetlimi lasmi in brado in modrimi očmi, ki so privlačile ženske. Zgleda, da je v vojsko vstopil že mlad. Najprej je služil v enoti Nikeforja Fokasa, strica po materini strani, ki je bil verjetno tudi njegov učitelj vojnih veščin. Zaradi družinskih zvez in delno zaradi osebnih sposobnosti se je hitro vzpenjal v vojaški hierarhiji. Še preden je dopolnil petindvajset let je postal politični in vojaški poveljnik Armenske teme. 
S poroko z Marijo Skleraino, hčerko Panterija Sklera in sestro generala Barda Sklera, se je povezal z vplivno družino Skler. O njej ni veliko znanega, ker je umrla pred njegovim prihodom na bizantinski prestol. Zgleda, da je njun zakon ostal brez otrok. Takratni zgodovinar Leon Diakon omenja, da je bila lepa in modra ženska.

### Vzpon na prestol
Bizantinsko cesarstvo se je v tistem času vojskovalo s svojimi vzhodnimi sosedi, raznimi samostojnimi in polsamostojnimi emirati, ki so nastali po razpadu Abasidskega kalifata. Najpomembnejši je bil hamanidski Alepski emirat, v katerem je vladal Sajf Al Daul. Cimisk je uspešno branil provinco Armenijo, ki je bila vmesno ozemlje med sprtima stranema, potem pa se je s svojimi enotami pridružil glavnini bizantinske vojske pod poveljstvom Nikeforja Fokasa.
Nikefor, katerega ime pomeni prinašalec zmage, je opravičil svoje ime z nizom zmag, pomikom meja cesarstva daleč proti vzhodu in zavzetjem prbližno šestdeset obmejnih mest, vključno z Alepom. Leta 962 so Hamanidi zaprosili za mir pod ugodnimi pogoji za Bizantince, kar je cesarstvu prinesel nekaj let miru na vzhodni meji. Cimisk se ni izkazal samo pod stričevim poveljstvom, ampak tudi kot samostojen poveljnik, na primer v bitki pri Rabanu leta 958. V vojski je bil dokaj priljubljen in ugleden, ker je s svojo pobudo med bitkami pogosto obrnil njihov potek. 
Po smrti cesarja Romana II. leta 963 je Cimisk pritisnil na svojega strica, naj zasede izpraznjeni prestol. Ko je Nikefor Fokas zasedel bizantinski prestol, se je Cimisk vrnil na vzhodno mejo, kjer so mu s spletkarjenjem odvzeli poveljniški položaj. Za degradacijo se je maščeval z zaroto, v kateri so sodelovali Nikeforjeva žena Teofano in številni nezadovoljni vodilni generali. Končala se je z Nikeforjevim umorom in Cimiskovo uzurpacijo bizantinskega prestola. 

### Vladanje
Po kronanju decembra 969 je Cimisk zadolžil svojega svaka Barda Sklera, da zatre upor Cimiskovega bratranca Barda Fokasa, ki se je prizadeval naslediti stričev prestol. Svoj položaj je utrdil s poroko s Teodoro, hčerko cesarja Konstantina VII..
Uzurpacijo prestola je opravičil z odbijanjem napadov na cesarstvo. V nizu vojnih pohodov preko spodnje Donave proti Kijevski Rusiji leta 970-971 je v bitki pri Arkadiopolu (Lüleburgaz, Turčija)  izrinil nasprotnika iz Trakije, prekoračil Staro planino in petinšestdeset dni oblegal Silistro. Po več trdih bitkah je porazil kijevskega velikega kneza Svjatoslava I.Kijevskega. Vojna se je končala z mirovnimi pogajanji in izročitvijo orožja, oklepov in zalog v zameno za odhod od lakote umirajoče kijevske vojske. Cimisk je po vrnitvi v Konstantinopel proslavil svoj triumf in dal v zahvalo zgraditi cerkev Kristusa Halkita. Ujetemu bolgarskemu carju Borisu II. je odvzel cesarske simbole in Bolgarsko cesarstvo priključil k svojemu. Severno mejo cesarstva je zavaroval s preselitvijo pavličanov z vzhoda v Trakijo, ker je sumil, da simpatizirajo s svojimi muslimanskimi sosedi.
Leta 972 se je obrnil proti Abasidskemu kalifatu in njegovim vazalom. V prvem pohodu je vdrl v gornjo Mezopotamijo, v drugem (975) pa v Sirijo, kjer je zavzel Emeso, Baalbek, Damask, Tiberijo, Nazaret, Cezarejo, Sidon, Bejrut, Biblos in Tripoli, Jeruzalema pa ne. Na povratku s pohoda je leta 976 nenadoma umrl. Pokopali so ga v cerkvi Kristusa Halkita. Več virov trdi, da ga je zastrupil dvorni komornik Bazilij Lekapen, da bi preprečil odvzem s prevaro pridobljene zemlje in bogastva. Cimiska je nasledil nečak Bazilij II., ki je bil od leta 960 njegov socesar. 